# AlphaFold
AlphaFold (2018), AlphaFold 2 und AlphaFold 3 (2024) sind tiefe neuronale Netze aus Transformern, die  eine Proteinstruktur basierend auf der Aminosäuresequenz des Proteins vorhersagen.

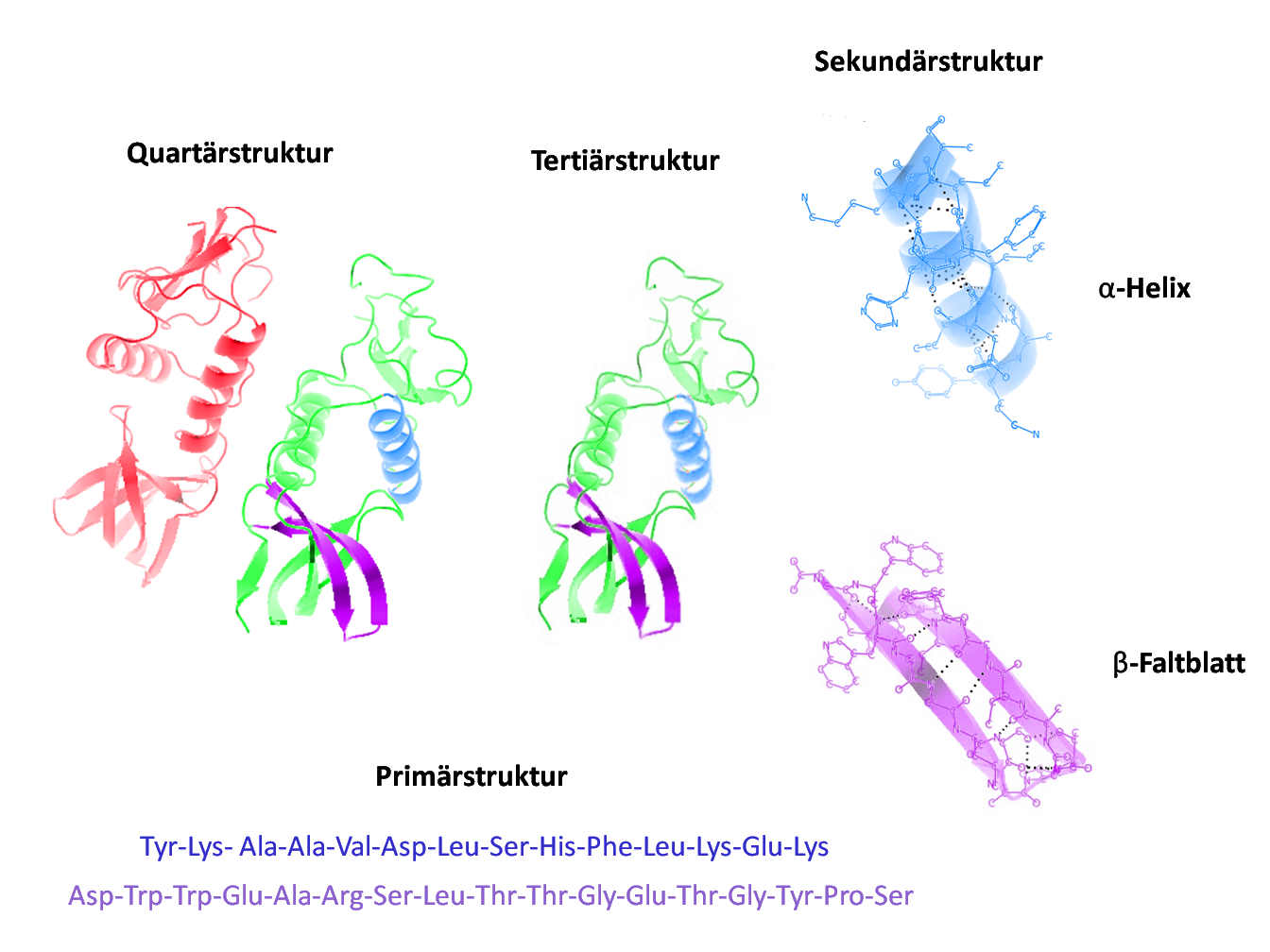
Beispiel der Faltung und Struktur des Proteins 1EFN. Eingabe für AlphaFold wäre die Aminosäuresequenz (Primärstruktur), während die Ausgabe die entsprechende dreidimensionale Sekundär- und Tertiärstruktur wäre.

Das Programm wurde vom in London ansässigen Unternehmen Deepmind entwickelt und erreichte beim Critical Assessment of Techniques for Protein Structure Prediction (CASP) Wettbewerb 2018 und 2020 Bestwerte.
In der medizinischen Fachwelt wurde dies als Durchbruch der Proteinstrukturvorhersage aufgenommen.
Seit dem 15. Juli 2021 unterliegt die Software einer Open-Source-Lizenz – auch für kommerzielle Unternehmen. Zudem wurde die Funktionsweise im Fachjournal Nature veröffentlicht.
Jeder kann jetzt Proteine falten oder in Datenbanken (wie der AlphaFold Protein Structure Database) mit automatisch generierten Modellen nachschauen. Meta hat 2022 mit ESMFold (Evolutionary Scale Modeling Fold) ein weiteres Large Language Model zur Proteinstrukturvorhersage vorgestellt.

## AlphaFold3
AlphaFold 3 wurde am 8. Mai 2024 vorgestellt. Im Gegensatz zu den vorangegangenen Softwareversionen ist diese Version in der Lage, nicht nur die 3D-Struktur von Molekülen vorherzusagen, sondern auch ihre Interaktion untereinander und mit anderen Molekülen. Nach Aussage von DeepMind kann sie dies in bislang nicht gekannter Genauigkeit. Die Entwickler erwarten, dass AlphaFold 3 die Entwicklung neuer Medikamente stark beschleunigen wird. Die Funktionen von AlphaFold 3 werden Forschern über den AlphaFold-Server zugänglich gemacht. Er darf für nicht-kommerzielle Forschungszwecke kostenlos genutzt werden.
Der Quellcode hingegen wurde zunächst zurückgehalten, was zu Kritik in der Wissenschaftsgemeinde führte: In einem offenen Brief kritisierten über 600 Wissenschaftler eine Veröffentlichung von Ergebnissen des Modells AlphaFold 3 in der Fachzeitschrift Nature als unverantwortlich, weil die zugrundeliegenden Trainings-Daten zwar öffentlich finanziert wurden, der Zugang zum Modell von AlphaFold 3 aber nur begrenzt zur Verfügung gestellt wurde und der Quellcode nicht öffentlich war, so dass sich die Arbeitsweise nicht überprüfen ließ.
Die Entwickler von AlphaFold, Demis Hassabis und John Jumper, wurden 2024 für die Vorhersage der komplexen Strukturen von Proteinen mit dem Nobelpreis für Chemie ausgezeichnet. Wenige Wochen später veröffentlichte Google DeepMind den Quellcode von AlphaFold 3.